# Graeme Pollock
Robert Graeme Pollock (født 27. februar 1944 i Durban, Natal, Sydfrika) er en sydafrikansk cricketspiller som har spillet 23 landskampe for Sydafrika mellem 1963 og 1970. Pollock spillede som slagmand i den 4. eller 5. position og scorede 2256 point i landskampene, med et gennemsnit på 60.97 point per kamp. Dette er det tredje højeste gennemsnit nogensinde. Pollock blev i 2000 udråbt til Sydafrikas bedste spiller i det 20. århundrede. 
Hans officielle landskampskarriere sluttede i marts 1970, efter at Sydafrika netop havde slået Australien 4–0 på hjemmebanen. Grundet apartheidregimet blev verdens øvrige cricketforbund enige om at bryde kontakten med Sydafrika, men landet inviterede fortsat udenlandske hold til kamp, uden sanktioner fra de respektive landes nationale cricketforbund, og Pollock spillede for det Sydafrikanske landshold frem til februar 1987. I sin sidste kamp for Sydafrika, i en alder af næsten 43 år, scorede han 144 point.